# 紀元前224年
紀元前224年（きげんぜん224ねん）は、ローマ暦の年である。
当時は、「ティトゥス・マンリウス・トルクァトゥスとクィントゥス・フルウィウス・フラックスが共和政ローマ執政官に就任した年」として知られていた（もしくは、それほど使われてはいないが、ローマ建国紀元530年）。紀年法として西暦（キリスト紀元）がヨーロッパで広く普及した中世時代初期以降、この年は紀元前224年と表記されるのが一般的となった。

## 他の紀年法
- 干支 : 丁丑
- 日本
  - 皇紀437年
  - 孝霊天皇67年
- 中国
  - 秦 - 始皇23年
  - 楚 - 楚王負芻4年
  - 斉 - 斉王建41年
  - 燕 - 燕王喜31年
  - 趙 - 代王嘉4年
- 朝鮮 :
- ベトナム :
- 仏滅紀元 : 323年
- ユダヤ暦 :

## できごと

### ギリシア
- スパルタ王クレオメネス3世がペレネ、プリウス、アルゴスを手に入れると、シキュオンのアラトス（英語版）はマケドニア王国のアンティゴノス3世に支援を求めた。アンティゴノス3世の軍はクレオメネス3世の軍を撃退することはできなかったが、アルゴスで反乱が起こってスパルタ軍を守勢に追い込んだ。

### 共和政ローマ
- 執政官ティトゥス・マンリウス・トルクァトゥスとクィントゥス・フルウィウス・フラックスに率いられたローマ軍はガリア・キサルピナのボイイ族領へと侵攻し、更にローマの執政官としては初めてポー川を越えてインスブレス族と戦った。

### 中国
- 秦の王翦が60万の大軍を率いて淮水を渡り、楚の都寿春を包囲した。